# Zero termico

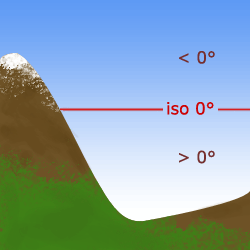
Lo zero termico in assenza di inversione termica

Lo zero termico è il dato meteorologico che indica l'altitudine alla quale la temperatura nella libera atmosfera è (o sarà, nel caso di una previsione) di zero gradi Celsius. Al di sopra di tale altitudine la temperatura è generalmente inferiore allo zero (tranne nei casi di inversione termica).

## Caratteristiche
Il dato dello zero termico è indicato in metri di altezza sul livello del mare, ed è significativo solo se riferito ad aree geografiche ristrette, poiché la conformazione del territorio (pianeggiante o montuoso, con la presenza di laghi o ghiacciai, etc) e le condizioni meteo specifiche della zona influiscono su di esso in maniera determinante.
Il dato dello zero termico è spesso indicato nei bollettini meteorologici, e assume particolare importanza in quelli specifici delle regioni montuose, consentendo a escursionisti e alpinisti di prendere coscienza delle condizioni della montagna. Ad esempio, l'escursionista che si appresta a salire una montagna di 3.000 m di altitudine ed è al corrente che lo zero termico a mezzogiorno sarà alla quota di 2.600 m, deciderà di portare nello zaino indumenti idonei ad affrontare una temperatura inferiore allo zero. O ancora: un alpinista che si appresta a scalare una difficile parete di "misto" (ghiaccio e roccia) con attacco alla quota di 2.900 m e uscita in cresta alla quota di 3.500 m, potrebbe decidere di rimandare la scalata nel caso lo zero termico fosse previsto a 4.000 m, perché aumenterebbero i pericoli oggettivi (come le scariche di sassi, le slavine e il distacco delle cornici) a seguito di una probabile fusione del ghiaccio e della neve nelle ore più calde.
Il dato dello zero termico è di fondamentale importanza nei bollettini nivometeorologici per poter determinare il pericolo di valanghe e il "limite delle nevicate" nel caso di precipitazioni (tale limite è collocato a 300 / 600 metri al di sotto della quota dello zero termico).
Conoscere il dato dello zero termico può risultare utile a chi è impegnato in attività sportive quali il parapendio o il paracadutismo, nonché ai piloti di mongolfiere, alianti, deltaplani, etc.